# John Francis Skjellerup
John Francis Skjellerup (Cobden, 16 mai 1875 – Melbourne, 6 janvier 1952) est un télégraphiste et astronome australien.

## Biographie
Il exerce son métier de télégraphiste en Afrique du Sud pendant une dizaine d'années.
Certaines sources le nomment James Francis Skjellerup ; dans tous les cas, il se fait appeler Frank, diminutif de Francis. Son père Peder Jensen Skjellerup est danois et est mort alors qu'il est enfant ; sa mère se nomme Margaret Williamson, née en Angleterre. Il naquit à Cobden, Victoria, en Australie.
Formé au métier de télégraphiste, il part pour l'Afrique du Sud après la seconde guerre des Boers alors que ce pays manque de télégraphistes. Il est également un excellent golfeur, ainsi qu'un astronome. Il épouse sa femme Mary Peterson (Afrique du Sud) et revient avec elle en Australie en 1923 ; elle est morte en 1950 et ils n'ont pas d'enfants.
Il s'intéresse à l'astronomie en Afrique du Sud et découvre ou co-découvre plusieurs comètes dans ce pays et en Australie, dont la comète périodique 26P/Grigg-Skjellerup en Afrique du Sud et la très lumineuse C/1927 X1 (Skjellerup-Maristany), visible la plupart du temps de l'hémisphère sud, en Australie.
En plus des comètes, il est également un observateur d'étoiles variables.